# Stazione di Cuzzago
La stazione di Cuzzago è una fermata ferroviaria situata a Cuzzago, frazione di Premosello-Chiovenda, in Piemonte.

## Storia
La stazione entrò in servizio il 9 settembre 1888, con l'attivazione della tratta ferroviaria da Gozzano a Domodossola (parte della linea Domodossola-Novara).
Il 16 gennaio 1905 venne attivata la linea internazionale del Sempione, che correva parallela alla precedente, e sulla quale venne realizzata una seconda stazione, posta dirimpetto a quella esistente. Si ebbe così la particolarità di due piazzali affiancati, ognuno con un proprio fabbricato viaggiatori, analogamente alle stazioni limitrofe di Premosello e di Vogogna Ossola.

## Strutture e impianti
In origine, la stazione posta sulla linea Novara-Domodossola era dotata di due binari, uno di corsa e uno di incrocio, di un binario tronco a servizio dello scalo merci e di un raccordo con il piazzale della stazione posto sulla linea Milano-Domodossola, che invece, oltre ai due binari di corsa, era dotata di un terzo binaro di precedenza, dal lato opposto al fabbricato viaggiatori e di altri due binari tronchi a servizio dello scalo merci.
A partire dal 1985, con i lavori di rinnovamento della linea Novara-Domodossola (attivazione di ACEI, installazione del blocco conta-assi e del DCO): poiché si sarebbe avuta la situazione ibrida di avere un unico impianto in capo a compartimenti diversi (la linea per Novara si trova sotto il compartimento di Torino, quella per Milano sotto quello omonimo), con complicazioni nella gestione della manutenzione, si decise innanzitutto di eliminare il binario di raccordo, posto tra le due linee, con i rispettivi scali merci, ormai inutilizzati; in seguito, data la vicinanza della stazione, su entrambi i rami, ad altri impianti ed a seguito dell'attivazione del BA su tutta la linea, si procedette alla trasformazione di Cuzzago in fermata impresenziata.
Da metà degli anni '90, pertanto, tanto la fermata sulla linea Milano-Domodossola quanto quella sulla linea Novara-Domodossola dispongono dei soli binari di corsa (rispettivamente due e uno, essendo la prima a doppio binario e la seconda a semplice).

### Architettura
La linea Novara-Domodossola non possiede un rilevante traffico viaggiatori e questo condiziona i servizi all'utenza. Il lato Novara, infatti, possiede un solo binario di marcia e il fabbricato viaggiatori, abbandonato da anni, non dispone di alcun servizio ed è completamente chiuso all'utenza. Negli anni 2000, al fine di evitare la vandalizzazione degli interni gran parte delle porte al piano inferiore sono state murate.
La linea Domodossola-Milano invece possiede un discreto numero di utenti. I binari della stazione che la servono sono due. Solamente la prima banchina, tuttavia, dispone di tettoia per gli utenti.
Lo stabile è impresenziato e ciò ha condizionato nel corso del tempo il suo stato di conservazione. È solo in parte fruibile da parte degli utenti e ospita al suo interno una sala d'aspetto che dà sia sul lato strada che sul piazzale binari. La sala è dotata di due obliteratrici, un monitor per la segnalazione degli orari e due tabelloni con i quadri orario.
Entrambi i fabbricati viaggiatori si compongono su due piani.

### I giardini
Una peculiarità della stazione di Cuzzago sono i suoi giardini all'italiana, voluti negli anni '80 del novecento dal capostazione Gabriele Carboni. Alle piante delle aiuole, di norma presenti anche nelle altre stazioni, Carboni volle aggiungere anche altre architetture caratteristiche come un modellino della Torre di Pisa, delle statue che richiamassero la favola di Biancaneve e i sette nani, un castello in miniatura ed altre. Nel 1989 la stazione vinse il titolo di "stazione più bella d'Italia" nell'ambito di un concorso indetto tra i capistazione che curavano i rispettivi giardini. Carboni ne curò la conservazione fino al momento in cui la stazione divenne impresenziata. Quest'ultimo evento ha condizionato la manutenzione degli stessi che da allora giacciono in stato di abbandono.

## Movimento
La stazione è servita dai treni regionali svolti da Trenitalia (collegamenti Milano-Domodossola) svolti nell'ambito del contratto di servizio stipulato con le regioni Lombardia e Piemonte. I biglietti delle due regioni sono entrambi validi.

## Servizi
È gestita da Rete Ferroviaria Italiana che ai fini commerciali classifica l'impianto in categoria Bronze.
La fermata dispone di:
- Sala d'attesa